# Josef Votruba (generál)
Armádní generál Josef Votruba (8. listopadu 1879 Debř – 7. října 1959 Praha) byl československý důstojník a člověk perzekvovaný komunistickým režimem. V roce 1938 byl velitelem III. armády Štefánik a zemským velitelem na Slovensku a Podkarpatské Rusi. Byl zastáncem aktivní obranné taktiky.

## Životopis
Narodil se v rodině Josefa Votruby a Marie, rozené Nedvědové. V září 1896 začal studovat na Kadetní škole pro zeměbranu ve Vídni, následovalo studium na Škole válečné. Při něm došlo k zahájení první světové války. Votruba jí začal na ruské frontě, později bojoval v Istrii a na Piavě. Po konci první světové války vojenskou kariéru na nějaký čas přerušil a nastoupil na místo československého zplnomocněnce ve Vídni. Úřednické místo mu však nevyhovovalo a tak se již na jaře 1919 zúčastnil vojenského střetu s Maďary na Slovensku. V armádě zůstal a kariérně stoupal. 1. ledna 1937 byl povýšen do hodnosti armádního generála. V období všeobecné mobilizace v roce 1938 byl pověřen velením III. armády Štefánik zodpovídající za obranu Slovenska a Podkarpatské Rusi, kterou tvořilo sedm divizí. Jeho štáb sídlil v Kremnici. Po Mnichovu velel od října 1938 krátký čas IV. armádě na jižní Moravě, ale kvůli razantně se zhoršující cukrovce byl nucen zažádat o převedení do výslužby. Oficiálně penzionován byl 1. ledna 1939. V té době žil v Bratislavě, odkud se po vzniku Slovenského státu přestěhoval do Čech. Kvůli postupující cukrovce přišel o obě nohy. Jeho manželka, původem Němka, zažádala v roce 1942 o německou státní příslušnost. Tento fakt byl po skončení druhé světové války předmětem vyšetřování, které prokázalo fakt, že tak učinila kvůli lepšímu přístupu k potravinovým lístkům pro nemocného manžela a nikoliv z důvodu sympatií k nacistům. Poté byl k 1. květnu 1946 opět přeložen do výslužby v původní hodnosti s odpovídajícím důchodem. Po komunistickém převratu byl v roce 1950 degradován na vojína, byl mu odňat důchod a byl nucen se vystěhovat z Prahy. Zemřel 7. října 1959.

## Vyznamenání
- Vojenská záslužná medaile, bronzová, 1914 (Rakousko-Uhersko)
- Vojenská záslužná medaile, stříbrná, 1915 (Rakousko-Uhersko)
- Vojenský záslužný kříž, III. třída, 1915 (Rakousko-Uhersko)
- Železný kříž, II. třída, 1916 (Německé císařství)
- Řád železné koruny, II. třída, 1916 (Rakousko-Uhersko)
- Řád červené orlice, II. třída, 1918 (Pruské království)
- Řád Leopolda[3], V. třída, 1918 (Belgie)
- Československý válečný kříž 1914–1918, 1919
- Řád čestné legie, IV. třída – důstojník, 1929 (Francie)
- Řád svatého Sávy , III. třída, 1930 (Jugoslávské království)
- Řád Vitolda Velikého, II. třída – komandér s hvězdou, 1931 (Litva)
- Řád rumunské hvězdy [4], II. třída, 1931 (Rumunsko)
- Řád jugoslávské koruny, II. třída, 1931 (Jugoslávské království)
- Medaile Za vojenské zásluhy 1917[5], 1931 (Řecko)
- Řád rumunské hvězdy, I. třída, 1936 (Rumunsko)